# 栗原聡
栗原 聡（くりはら さとし、1965年5月21日 - ）は、日本の人工知能研究者、慶應義塾大学理工学部教授。電気通信大学人工知能先端研究センター特任教授、大阪大学産業科学研究所招聘教授、JSTさきがけ「社会変革基盤」研究総括、オムロンサイニックエックス社外取締役、総務省情報通信法学研究会構成員、人工知能学会会長なども務める。専門分野は、人工知能とネットワーク科学。
人と共生できるAIの実現を目指し、自律型認知アーキテクチャの構築に取り組む。またネットワーク科学では、複雑な社会現象や生命現象をネットワークの観点から解析し、新たな知見や応用を探求している。

## 経歴
- 1990年3月 慶應義塾大学理工学部電気工学科卒業[6]
- 1992年3月 慶應義塾大学理工学研究科計算機科学専攻修了[6]
- 2004年10月 - 2013年3月 大阪大学, 産業科学研究所／大学院情報科学研究科 准教授[7]
- 2013年4月 - 2018年3月 電気通信大学, 大学院情報理工学研究科, 教授[7]
- 2014年10月 - ドワンゴ人工知能研究所, 客員研究員
- 2018年4月 - 慶應義塾大学, 理工学部, 教授[7]
- 2021年4月 - 慶應義塾大学, 共生知能創発社会研究センター, センター長
- その他、NTT基礎研究所、電気通信大学人工知能先端研究センター特任教授、大阪大学産業科学研究所招聘教授、人工知能学会倫理委員会アドバイザー、AIネットワーク社会推進会議開発原則分科会構成員などの要職を兼任。人工知能学会会長・理事・編集長なども歴任した。著書・翻訳などが多数ある[8]。

## 主な研究
研究テーマは、人と共生できるAIの実現である。今後の少子高齢化社会においては、人がAIに対して親近感や安心感を感じ、間合いや気配りといった一体感を人とAIとの間で構築できることが重要となり、そのようなAIには高い自律性と汎用性が求められると考えている。群知能、創発メカニズム、複雑ネットワークを主軸とした、自律型認知アーキテクチャの構築を目指している。
自律型認知アーキテクチャを応用したさまざまなプロジェクトに取り組んでいる。例えば、AI信号機や自動運転車などの次世代交通システム、デスクトップ作業支援システムAIDE、双腕ロボットバクスターによる料理協働システムなどがある。これらのプロジェクトでは、AIが人間の行動やニーズを先読みし、適切なサポートや協力を行うことで、人間との共存や共想を目指している。
究極のAIは「鉄腕アトム」や「ドラえもん」のような人に愛される生命体になるべきだと考えている。そのためには、AI自身が自律して人に寄り添うものでなければならず、その場のコンテキストや空気感なども読んだうえでコミュニケーションをとる必要があると述べている。また、日本にはそうしたAI発展への努力ができる倫理観や文化があるともしている。
「AI とヒトのコラボレーション」で「マンガの神様・手塚治虫に挑」むプロジェクト、「TEZUKA2020」「TEZUKA2023」に主要メンバーとして参画している。

## 著書
- 『AI兵器と未来社会 キラーロボットの正体』朝日新聞出版、2019年9月13日。ISBN 978-4022950215。

## 学会活動
- 人工知能学会 編集委員会・編集長・理事(2014-2016)[11]
- 人工知能学会 副会長, 倫理委員会委員長 (2022-2024)[12]
- 人工知能学会 会長 (2024-)

## 受賞
- NTT未来ねっと研究所 所長表彰 [13]
- 第6回 FIT2007にて優秀論文賞 [13]
- 計測自動制御学会 第23回センシングフォーラム 研究・技術奨励賞 [13]
- AI-2007 Twenty-seventh SGAI International Conference on Artificial Intelligence Best six papers [13]
- 情報処理学会 第69回数理モデル化と問題解決研究会プレゼンテーション賞 [13]
- 情報処理学会マルチメディア・分散・協調とモバイルシンポジウム(DICOMO2008)優秀論文賞 [13]
- 情報処理学会マルチメディア通信と分散処理ワークショップ(DPSワークショップ2008)ベストポスター発表賞 [13]
- 人工知能学会 2009年度研究会優秀賞[13]
- 情報処理学会第81回数理モデル化と問題解決研究会プレゼンテーション賞[13]
- 人工知能学会第26回全国大会全国大会優秀賞 [13]
- データ解析コンペティション 優秀賞, 経営科学系研究部会連合協議会 [13]
- 2020年度 人工知能学会 現場イノベーション賞・銀賞[14]